# Денмари (Ивил)
Денмари (фр. Dannemarie (Yvelines)) је насељено место у Француској у региону Париски регион, у департману Ивлен.
По подацима из 2011. године у општини је живело 243 становника, а густина насељености је износила 70,64 становника/km².

## Демографија
| 1962. | 1968. | 1975. | 1982. | 1990. | 2011. |
| ----- | ----- | ----- | ----- | ----- | ----- |
| 74    | 64    | 66    | 141   | 266   | 243   |